# Земская почта Богородского уезда
Зе́мская по́чта Богоро́дского уе́зда — земская почта, организованная земской управой Богородского уезда Московской губернии. Существовала с 1867 года по 1898 год. В уезде выпускались собственные земские марки.

## История почты
Богородская уездная земская почта была открыта 1 января 1867 года. Пересылка почтовых отправлений осуществлялась из уездного центра (города Богородска, ныне Ногинск) во все волости уезда дважды в неделю. До 1 июля 1867 года к пересылке принимались только казенные почтовые отправления, после этой даты стали доставлять и частные почтовые отправления.
Для оплаты доставки частных почтовых отправлений использовались земские штемпельные конверты и земские штемпельные бандероли, а с 1871 года были введены земские почтовые марки.
Земская почта Богородского уезда была закрыта в 1898 году.

## Выпуски марок
Используемые для оплаты частных почтовых отправлений марки подразделялись на «оплаченные» (синего цвета) и «долговые» (красного цвета). Выпуск земских почтовых марок производился с 1871 года по 1896 год. Номиналы марок были 1, 2, 3, 4, 5, 8, 10 и 20 копеек.
До 1888 года на марках были изображены гербы Московской губернии и Богородского уезда.

## Гашение марок
Гашение марок осуществлялось чернилами (перечёркиванием) и различными штемпелями круглой формы.

## Штемпельные конверты и штемпельные бандероли
Земские штемпельные конверты Богородского уезда подразделялись на «оплаченные» (синего цвета) и «долговые» (красного цвета). Штемпельные конверты были номиналом 5 или 10 копеек, а штемпельные бандероли — 5 копеек.
Выпущенные в 1869 году и в 1871 году штемпельные бандероли земской почты Богородского уезда были единственными земскими почтовыми бандеролями. Они известны трёх размеров: 460×30 мм; 338×30 мм и 318х38 мм. На них стояли оттиски земских почтовых марок номиналом 5 копеек: «оплаченных» — синего цвета, «долговых» — красного цвета.